# Province de Muramvya

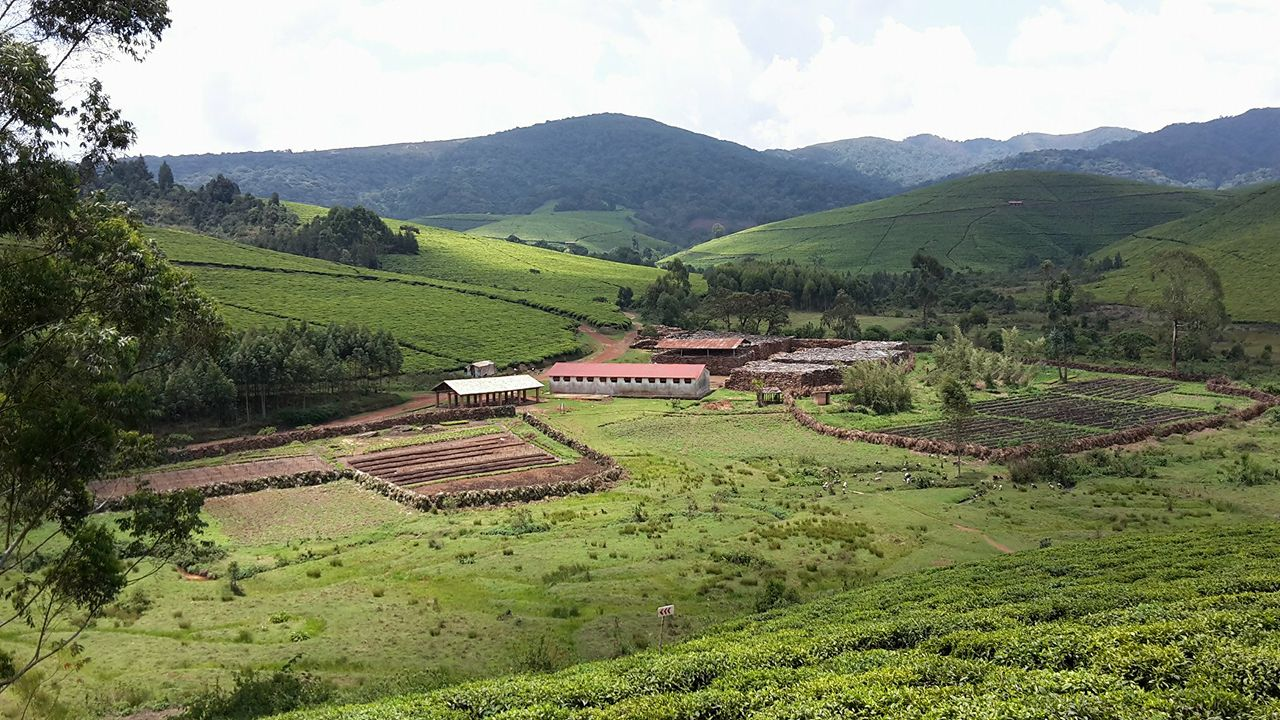
Vue du site touristique de la Kibira

La province de Muramvya est l' une des 18 provinces du Burundi.
cette  province est bordée à l'Est par les frontières de la province de Gitega, à l'Ouest par  Bujumbura rural et  Bubanza, au Nord par la provinces   Kayanza et au Sud par celle de Mwaro. Aux chiffres du recensement de 2008,, elle est la quatrième province la plus peuplée  avec une densité de 420,7 habitants par kilomètre carrée.
Les communes de la province  Muramvya sont Bukeye, Kiganda, Mbuye, Muramvya et Rutegama.
Du temps de la royauté, elle a hébergé les principales capitales royales notamment à Bukeye, Kiganda, Mbuye et Muramvya aussi. On y trouve aussi l'usine de transformation de farine de blé rennomée  minoterie de Muramvya.